# Dwór w Przyborowie
Dwór w Przyborowie – dwór wybudowany w drugiej połowie XVII w. w Przyborowie.

## Położenie
Dwór położony jest w Przyborowie – wsi w Polsce, w województwie dolnośląskim, w powiecie wołowskim, w gminie Wińsko.

## Opis
Dwór jest częścią zespołu pałacowego, w skład którego wchodzą jeszcze: pałac z XVIII w. przebudowany w 1915 r. i park z  XVIII w., zmieniony  w pocz. XX w.